# Липовая Гора (Пермь)
Липовая Гора —  микрорайон (внутригородской посёлок) в Свердловском районе города Перми Пермского края России.

## Топоним
Название местности дано по расположенному здесь в XIX веке лесному липовому массиву. 

## География
Микрорайон расположен на южном выезде из Перми, ограничен с запада улицей Героев Хасана, с юга железной дорогой, с севера Бродовским трактом. На востоке микрорайона находится посёлок Соболи.

### Улицы
Микрорайон выходит на границы улицы Героев Хасана и Бродовского тракта. Внутри микрорайона выделяют три Липогорских улицы (от 1-й до 3-й), улица Центральная Ферма, 3-я и 4-я Ферма. В посёлке Соболи выделяют три Таёжных улицы и пять Соболинских.

## История
В 1890 году на Липовой горе была устроена колония (филиал) психиатрической лечебницы Пермского губернского земства для душевнобольных. В 1911 году в колонии была организована сельскохозяйственная ферма. В 1923 году после передачи фермы агрономическому факультету Пермского университета здесь был организован совхоз «Возрождение», позднее «Липовая гора». В 1930-е годы создаётся учебно-опытное хозяйство. В годы Великой Отечественной войны на Липовой горе обосновался авиационный полк, учебное хозяйство «Липовая гора» пришло в упадок. Во второй половине 1940-х гг. хозяйство было восстановлено. Учебное хозяйство располагало каскадом прудов, ухоженным парком с клумбами, розарием и танцплощадкой, имелся клуб. В 1958 году территория посёлка была включена в состав Перми. Во второй половине 1960—1970-х годов на территории микрорайона по улице Героев Хасана были построены новые административные здания и общежития Пермского сельскохозяйственного института (сейчас — Пермский государственный аграрно-технологический университет им. академика Д. Н. Прянишникова).

## Инфраструктура
В микрорайоне сохраняется большая зона частной застройки (по улицам 1-я Липогорская, 2-я Липогорская, 3-я Липогорская, 4-я Липогорская). Часть территории микрорайона занята садоводческими товариществами.

### Экономика
ФГУП «Липовая гора» — некогда крупный производитель мяса и молока в регионе, в 2017 году было признано банкротом. Имущество и коллектив предприятия перевели в два акционерных общества — «Учебное хозяйство „Липовая гора“» и «АгроТехноПарк». Весной 2021 года акции обоих обществ выкупил основной кредитор ФГУП — ООО «Центр землеустройства», рассчитывая предположительно на перепродажу земельных участков бывшего сельхозпроизводителя. К западу от микрорайона находится большая промзона с крупными производствами и складскими зонами.

### Образование
На территории микрорайона находятся учебные корпуса и общежития Пермского государственного аграрно-технологического университета им. академика Д. Н. Прянишникова. Действует школа агробизнестехнологии (ранее школа № 94).

## Транспорт
В микрорайон ходят городские автобусы маршрутов 19, 57 и 75, а также автобусы многочисленных пригородных маршрутов.